# زندكي زندكي (فلم)
زندكي زندكي أو (زندگي زندگي) (بالإنجليزية: Zindagi Zindagi) فيلم هندي رومانسي درامي من إنتاج عام 1972 وإنتاج ناريمان إيراني وكِتابة خواجه أحمد عباس, ومن إخراج المُخرج الهندي تابان سينها وبطولة ديب موخيرجي ووحيدة رحمن وفريدة جلال وأشوك كومار وأغاني الفيلم من ألحان المُوسيقار ساشين ديف بورمان الذي فاز بالجائزة الوطنية لأفضل موسيقى عام 1972 عن هذا الفيلم.

## قصة الفيلم
تَدور أحداث الفيلم في إحدى القرى، حيث يأتي للعَمل فيها أشوك كومار الذي يُجسد دور طبيب وسيم وهُناك يُقابل وحيدة رحمن المُمرضة الشابَة التي تعمل في مُستشفى القرية وشيئاً فشيئاً يقع في غرامها.

## الأبطال
- جلال آغا بدور راتان
- سونيل دوت بدور الدكتور سونيل
- افتخار خان بدور إسماعيل
- فريدة جلال بدور شياما
- وحيدة رحمن بدور ميتا شارما
- سيد تيتو بدور بابو
- ديب موخيرجي بدور المُغني شاهير
- اشوك كومار بدور تشودري
- أنور حسين بدور Dayaram[3]

## شباك التذاكر
فشل الفيلم فشلاً نقدياً وتجارياً كبيراً.

## روابط خارجية
- مقالات تستعمل روابط فنية بلا صلة مع ويكي بيانات